# BCS-theorie
De BCS-theorie is een theorie die supergeleiding beschrijft. De theorie is genoemd naar de fysici Bardeen, Cooper en Schrieffer, die ze in 1957 voorstelden. Het mechanisme dat in deze theorie aanleiding geeft tot supergeleiding, is de vorming van elektronenparen, zogeheten cooperparen. Deze gepaarde elektronen zijn bosonen, en kunnen dus vervolgens een bose-einsteincondensaat vormen.

## Geschiedenis
Hoewel supergeleiding al in 1911 ontdekt was door de Nederlandse fysicus Kamerlingh Onnes, heeft het erg lang geduurd voor fysici een goede beschrijving van dit fenomeen konden geven. Mede vertraagd door de Wereldoorlogen zou het duren tot de jaren 1950 voordat echte vorderingen werden gemaakt in het begrijpen van dit kwantummechanisch fenomeen. De eerste echte vooruitgang werd gemaakt door de fysicus Fritz London, die de naar hem genoemde londonvergelijkingen opstelde. In 1955 slaagde John Bardeen erin om het meissner-effect te beschrijven, een typisch effect in supergeleiders. Een jaar later kon tot slot Leon Cooper, voortbouwend op het werk van Bardeen, aantonen dat elektronen bij voldoende lage temperatuur gebonden paren kunnen vormen en zo aanleiding geven tot supergeleiding.
In 1957 bundelden Bardeen, Cooper en Schrieffer hun ideeën in een theorie, de zogeheten BCS-theorie. Hiervoor, en voor werk dat daar op volgde, ontvingen ze in 1972 de Nobelprijs voor de Natuurkunde.

## Achtergrond

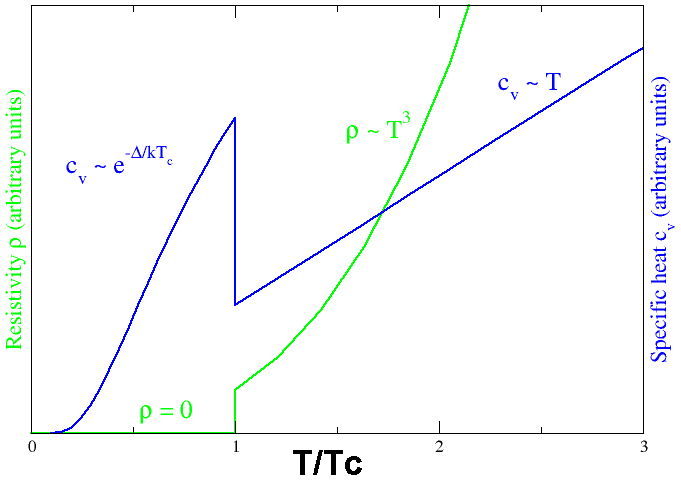
Specifieke warmtecapaciteit in blauw en soortelijke weerstand in groen als functie van de temperatuur.

De elektronen van een metaal zijn fermionen, en bovendien geladen. Dat wil zeggen dat elektronen niet in dezelfde kwantumtoestand kunnen zitten (vanwege het Pauliprincipe), en onderlinge elektrostatische afstoting ondervinden. In de BCS-theorie wordt beschreven hoe in speciale omstandigheden (o.a. lage temperatuur) deze kracht kan worden overwonnen, en elektronen dus gebonden paren vormen. Aangezien een paar fermionen een boson vormt, kunnen al deze paren bovendien in dezelfde kwantumtoestand zitten, een fenomeen dat men bose-einsteincondensatie noemt. Deze paren hebben verder de bijzondere eigenschap dat ze geen kleine energiepakketjes kunnen absorberen. Er is immers een minimale hoeveelheid energie nodig om een cooperpaar te breken. Als men dus een potentiaalverschil aanbrengt, zullen deze paren bewegen, en dus een elektrische stroom veroorzaken, zonder energie te verliezen aan wrijving door botsingen met het metaalrooster. Dat wil dus precies zeggen dat er supergeleiding optreedt: stroom vloeit zonder elektrische weerstand.
Uiteraard is er een bepaalde energie, waarboven de cooperparen wel zullen breken. Als de stroom te hoog is, of de temperatuur te hoog, of als er een te groot extern magnetisch veld opgelegd wordt, zal supergeleiding ophouden, en zal er weer normale geleiding optreden.

## Technisch
De BCS-theorie beschrijft interacties tussen elektronen en fononen in een rooster. De aantrekkende interactie tussen elektronen in de supergeleidende toestand wordt effectief tot stand gebracht door de tweede orde interactie tussen elektronen, via een virtueel fonon. Er bestaan ook intuïtieve verklaringen voor de aantrekkingskracht in termen van interacties met het rooster via fononen.

## Andere theorieën voor supergeleiding
Voor de opmars van de BCS-theorie, in 1950, was er ook door Lev Landau en Vitali Ginzburg een theorie voor supergeleiding voorgesteld. Ook kon de Russische fysicus Nikolaj Bogoljoebov gelijktijdig een verklaring voor supergeleiding geven, met behulp van de zogeheten bogoljoebov-transformaties.

## Successen en tekortkomingen van de BCS-theorie

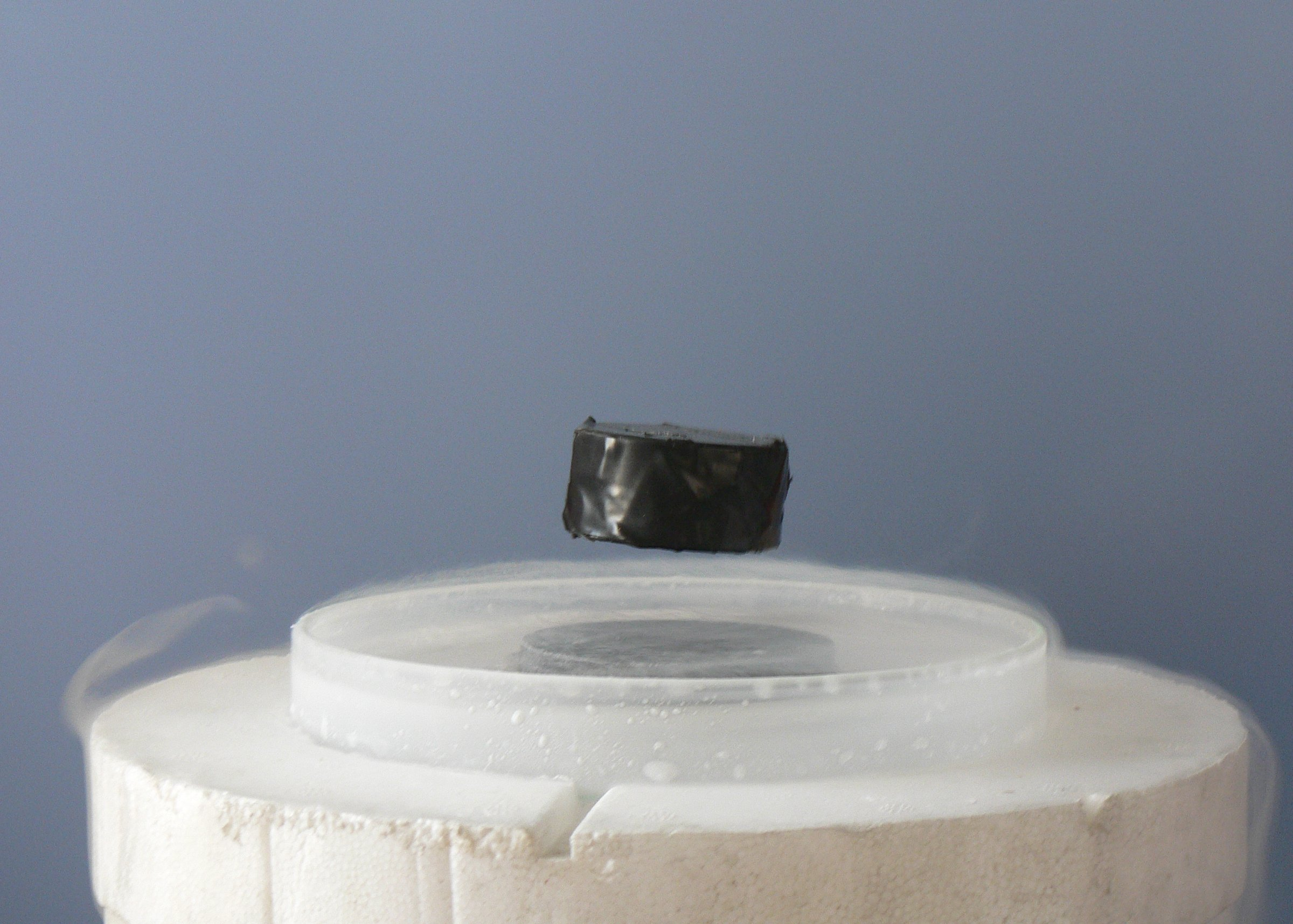
Het meissner-effect: de magneet zweeft boven de supergeleider

De BCS-theorie slaagt er met succes in verschillende fenomenen en eigenschappen van supergeleiders te verklaren. Onder meer het verband tussen de energie {\displaystyle E} nodig om een cooperpaar te breken, en de kritische temperatuur {\displaystyle T_{\text{c}}} waaronder een materiaal supergeleidend wordt. Deze verhouding is 3,5, onafhankelijk van het materiaal in kwestie. Ook voorspelt de theorie correct het meissner-effect, namelijk de uitstoting van een extern magnetisch veld uit de supergeleider. Deze bijzondere eigenschap van supergeleiders werd eerder al experimenteel ontdekt door Walther Meissner en Robert Ochsenfeld in 1933, en was dus onmisbaar voor een goede theorie van supergeleiding. Tot slot slaagt de theorie er ook in om te verklaren dat er een kritische waarde is van het externe magneetveld, waarbij supergeleiding kan bestaan in een materiaal. Boven die waarde worden de cooperparen gebroken en treedt er weer gewone geleiding op.
Hoewel de BCS-theorie dus een groot succesverhaal is in het begrijpen en beschrijven van supergeleiding, blijkt dat niet elke supergeleider kan beschreven worden met deze theorie.
In 1986 werd het fenomeen "hogetemperatuursupergeleiding" ontdekt. Dit betreft materialen die supergeleidend blijven tot temperaturen boven 30 K. Dat in tegenstelling tot wat de BCS-theorie voorspelt. Dat wijst er dus op dat deze materialen - ook wel onconventionele supergeleiders genoemd - dus onmogelijk vallen te beschrijven met de BCS-theorie. Het ontwikkelen van een goede theorie van onconventionele supergeleiders is een onopgelost probleem en vormt een grote uitdaging voor hedendaags onderzoek in de fysica.

### Studieboeken
- Michael Tinkham, Introduction to Superconductivity, ISBN 0-486-43503-2 (een standaardwerk over supergeleiding)
- John Robert Schrieffer, Theory of Superconductivity (1964), ISBN 0-7382-0120-0
- Pierre-Gilles de Gennes, Superconductivity of Metals and Alloys, ISBN 0-7382-0101-4.